# Фавзи аль-Мульки
Фавзи аль-Мульки (араб. فوزي الملقي‎; 1909, Ирбид, Великая Сирия, Османская империя — 10 января 1962) — иорданский дипломат и государственный деятель, премьер-министр и министр обороны Иордании (1953—1954).

## Биография
Родился в 1909 году в Ирбиде Великой Сирии, Османская империя. 
В 1932 году со степенью бакалавра окончил Американский университет Бейрута. В 1943 году по стипендии британского правительства получил высшее образование в сфере ветеринарной медицины в Кембриджском университете. Там же изучал политическое право и экономику.
В 1934 году поступил на работу в отдел образования (впоследствии министерство образования) Трансиордании; в течение шести лет работал преподавателем в Караке, Соли и Аммане. С 1940 по 1947 год он был заместителем начальника и начальником департамента департамента ветеринарии, затем — экономическим советником правительства. В годы Второй мировой войны являлся генеральным директором по снабжению.
Во время Палестинской войны (1948) с 1948 по 1953 год занимал пост министра обороны. В 1947 году одновременно находился на дипломатической службе, в 1947—1949 годах — министр иностранных дел Иордании, в 1947 году — посол в Египте, в 1951 году — посол во Франции, в 1951—1953 годах — в Великобритании.
Во время работы послом Иордании в Великобритании в начале 1950-х годов он познакомился с будущим королём Хусейном, который в то время учился в Лондоне. В 1952—1953 годах — министр иностранных дел Иордании. По предложению короля Хусейна в 1953—1954 годах возглавлял правительство страны, одновременно занимал пост министра обороны. Был отправлен в отставку в 1954 году, поскольку его либеральная политика привела к беспорядкам в стране.
- министр обороны и образования (1955—1956)
- министр иностранных дел и образования Иордании (1956)
- министр образования и общественных работ (1957)

В 1961—1962 годах — представитель Иордании при Организации Объединённых Наций.
Умер 10 января 1962 года.